# Haselhöhe (Weidenberg)
Haselhöhe ist ein Gemeindeteil des Markts Weidenberg im Landkreis Bayreuth (Oberfranken, Bayern). Haselhöhe liegt in der Gemarkung Lehen.

## Lage
Die Einöde liegt auf einem Höhenrücken nördlich von Emtmannsberg. Ein Anliegerweg führt nach Schamelsberg (0,7 km westlich).

## Geschichte
Haselhöhe wurde in der ersten Hälfte des 19. Jahrhunderts auf dem Gemeindegebiet von Lehen gegründet. Am 1. Mai 1978 wurde Haselhöhe im Zuge der Gebietsreform in Bayern in die Gemeinde Weidenberg eingegliedert.

### Einwohnerentwicklung
| Jahr      | 001861 | 001871 | 001885 | 001900 | 001925 | 001950 | 001961 | 001970 | 001987 |
| Einwohner | 2      | 2      | 4      | 5      | 6      | 3      | 0      | 1      | 0      |
| Häuser    |        |        | 1      | 2      | 1      | 1      | 1      |        | 1      |
| Quelle    | [ 9 ]  | [ 10 ] | [ 11 ] | [ 12 ] | [ 13 ] | [ 14 ] | [ 15 ] | [ 16 ] | [ 1 ]  |

## Religion
Haselhöhe ist evangelisch-lutherisch geprägt und nach St. Bartholomäus (Emtmannsberg) gepfarrt.